# Jason Murphy
Jason Murphy est un roman de Paul Fournel paru en 2013. Il raconte la vie du personnage éponyme, poète américain appartenant à la Beat Generation. Dans le roman, il est proche de personnages réels comme Allen Ginsberg et Lawrence Ferlinghetti. 

## Intrigue
(décembre 2014).
Le personnage central, Jason Murphy, naît le 2 avril 1925 à Newark dans le New Jersey, dans une famille de petits commerçants. Il fait ses études à la « highschool » locale et entre à l’université de Rochester pour commencer ses études supérieures qu’il complète à Columbia. Là, il rencontre Lawrence Ferlinghetti qui deviendra son ami, son éditeur et jouera un rôle décisif dans sa vie de poète.
Renonçant à enseigner pour écrire, il voyage. En 1953, il est à Paris où il rencontre les poètes de Saint-Germain des Prés. Il vit en France pendant plus d’un an dans un grand dénuement.
Revenu aux États-Unis, il continue son errance à travers le pays qu’il parcourt d’est en ouest. Il est arrêté plusieurs fois pour de menus (et moins menus) larcins. Il est condamné pour avoir organisé des matchs de boxe et des courses automobiles sur la voie publique sans autorisation.
Suivant Ferlinghetti, il s’installe à San Francisco, où il partage la vie des écrivains de la Beat Generation, Gregory Corso, Jack Kerouac et surtout Allen Ginsberg dont il fait son modèle.
Il enseigne un moment dans une école publique d’Oakland et multiplie les lectures publiques de ses poèmes dans tous les lieux « beat » de la Baie de San Francisco.
Devenu une figure locale, il participe activement au « summer of love » de 1973 qu’il accueille comme la promesse du monde meilleur auquel il aspire depuis toujours.
Il se brouille, à la fin des années 1970, avec Lawrence Ferlinghetti pour une raison restée obscure. On retrouve sa trace dans quelques chroniques de Herb Caen dans le San Francisco Chronicle où il apparaît comme un poète des rues pittoresque, à la limite de la clochardisation.
On perd sa trace à la fin des années 1990.

### Style littéraire prêté au héros du roman
La poésie de Jason Murphy est présentée comme autobiographique, lyrique et véhémente. Elle suit le rythme de sa vie et de ses voyages dans un long cri qui appelle un monde différent et meilleur dans lequel le poète pourrait trouver sa place légitime. Sailing Shoes raconte ses voyages, Stockshots, les images de tous les coins du monde, Flying High, les voyages accomplis dans les paradis artificiels, Petting with Death qui paraît après la mort de Kerouac, revient sur les années beat et l’atmosphère de San Francisco dans les années 1960.
Longtemps, certains de ses amis ont affirmé qu’il avait composé avant le On the Road de Jack Kerouac, un roman sur un rouleau (« scroll ») qui aurait inspiré Kerouac. Ce rouleau n’a jamais été retrouvé à ce jour.

### Œuvre du héros du roman
- Sailing shoes, San Francisco, City Lights 1954
- Stockshots, San Francisco, City Lights 1958
- Flying high, San Francisco, City Lights 1961
- One more, San Francisco, City Lights 1968
- Petting with Death, New York New Directions 1975

- Lectures critiques mentionnées dans le roman

- New American Poetry, 1945-1960 de Donald Allen, Grove Press 1960
- Life and lives of Jason Murphy de Warren Motte, Princeton University press 1980
- Jason Murphy Bound for Nowhere de David Bellos, article de dix pages paru dans la revue Coast to Coast Poetry, New York 1981
- Poétique de la mouvance de Marc Chenetier, Paris, le Seuil 1982
- Jason qui rit de Jean-Pierre Enard dans les Nouvelles Littéraires, Paris, octobre 1982.
- Métrique et rythmique de quelques poèmes de Jason Murphy de Ian Monk, dans Change, Paris printemps 1999